# Giulio Antamoro
Giulio Cesare Antamoro (* 1. Juli 1877 in Rom; † 8. Dezember 1945 ebenda) war ein italienischer Filmregisseur.

## Leben
Antamoro begann als Regisseur 1909 bei der Cines zu arbeiten; in seinen ersten Jahren drehte er zahlreiche Farcen mit den Komikern Tontolini (Ferdinand Guillaume) und Cocò (Pacifico Aquilanti). 1911 inszenierte er die erste längere Filmversion von Pinocchio, in der die aus dem Zirkusmilieu stammende Familie von Guillaume fast alle Rollen spielte und deren Schnittrhythmus noch heute Vorlage für filmtheoretische Untersuchungen bietet, und drehte bis 1921 zahlreiche Stummfilme, die oftmals erste Versionen von häufig verfilmten Stoffen waren; so findet sich ein Christus-Film 1916 und ein Ursus 1917 in der Filmografie, 1921 auch ein Don Carlos.
Der Christus-Film entstand teilweise an Originalschauplätzen in Ägypten und Palästina und benutzte Formen der Tableaux vivants. Königin Elena war bei der Premiere anwesend. Auch später kann eine Bevorzugung religiöser Stoffe festgestellt werden; neben dem erwähnten Christus-Film drehte Antamoro eine Biografie von Franz von Assisi (1927) und des Antonius von Padua (1930).
Häufig drehte Antamoro mit den großen weiblichen Stummfilmstars wie Francesca Bertini, Leda Gys und Diana Karenne. In Co-Regie fertigte er 1939 und 1943 zwei letzte Filme, die seine beiden einzigen Tonfilme darstellen.
Sein Pseudonym lautete Gant.

## Wichtige Filme
- 1911: Hippeltitsch (Pinocchio)
- 1913: Metempsicosi
- 1915: La rivincita del passato
- 1916: Christus
- 1917: Ursus
- 1918: Una peccatrice
- 1919: Il bacio di Dorina
- 1920: Miss Dorothy
- 1921: Don Carlos
- 1925: La fanciulla di Pompei
- 1927: Frate Francesco
- 1928: Der Fall des Staatsanwalts M…
- 1931: Antonio di Padova, Il santo dei miracoli
- 1939: Fanfulla da Lodi
- 1943: L'angelo bianco